# Atlanta United
Der Atlanta United Football Club, im deutschen Sprachraum allgemein bekannt als Atlanta United, ist ein Franchise der Profifußball-Liga Major League Soccer (MLS) aus Atlanta, Georgia.
Die Mannschaft erhielt am 16. April 2014 die Lizenz für die MLS und ist dort seit der Saison 2017 vertreten. Der Besitzer des Franchise ist der Mitbegründer der Baumarktkette The Home Depot und Besitzer der Atlanta Falcons, Arthur Blank.
Die Heimspiele der ersten Hälfte der Saison 2017 trug die Mannschaft im Bobby Dodd Stadium aus, bis sie im September in das neuerrichtete Mercedes-Benz Stadium umzog.

## Geschichte
Bevor Atlanta am 16. April 2014 den Zuschlag für ein MLS-Franchise bekam, war es die größte Region in den USA ohne eine Mannschaft in der Major League Soccer. Bereits 2008 legte Arthur Blank den Grundstein zur Gründung einer Fußballmannschaft aus Atlanta. Das Vorhaben erhielt 2009 aber seinen ersten Dämpfer, weil die Pläne zum Bau eines neuen Stadions ins Stocken gerieten.
Im Juli 2010 erklärte der Vize-Präsident der MLS, Dan Courtemanche, dass Atlanta gute Aussichten auf eine Bewilligung eines Franchises hätte. Daraufhin folgten Gespräche zwischen MLS und Blank.
Am 16. Mai 2012 präsentierte Arthur Blank auf dem jährlichen Treffen der Dauerkartenbesitzer der Atlanta Falcons die neuen Pläne eines Stadions, welches sowohl für die Falcons, als auch für eine mögliche Fußballmannschaft genutzt werden kann. Daraufhin erklärte die MLS im November 2012, wenn die Pläne für das neue Stadion realisiert werden, sei ein möglicher Beitritt Atlantas durchaus möglich. Im März 2013 einigten sich die Atlanta Falcons und die Stadt auf den Bau des neuen Stadions.
Anfang 2014 gingen die Verhandlungen über ein Atlanta MLS Team in die finale Phase. Am 16. April 2014 gab Blank bekannt, dass die MLS einem Franchise zugestimmt hat. Des Weiteren wurden die Fans in die Festlegung eines Teamnamens und eines Logos mit einbezogen, welche am 7. Juli 2015 der Öffentlichkeit vorgestellt wurden.
Im September 2016 wurde Gerardo Martino als zukünftiger Trainer des Teams vorgestellt.
Am 5. März 2017 gab Atlanta United sein Debüt in der Major League Soccer. Das Spiel gegen die New York Red Bulls endete mit einer 1:2-Niederlage. Das einzige Tor, und damit das erste in der MLS Geschichte des Franchises, erzielte der Argentinier Yamil Asad. Den ersten Sieg in der MLS konnte die Mannschaft am 2. Spieltag der Saison 2017 erringen. Gegen Minnesota United stand es am Ende 1:6 für die Mannschaft aus Atlanta.
Die erste Saison konnte mit einem 3. Platz in der Eastern Conference abgeschlossen werden. In den anschließenden Play-offs unterlag die Mannschaft der Columbus Crew in der 1. Runde (Knockout Round). Erfolgreichster Torschütze des Teams war der Venezolaner Josef Martínez mit 19 Toren in der Liga. In ihrem ersten Auftritt im US Open Cup schaffte es das Team es bis ins Achtelfinale, wo man an dem damaligen Zweitligisten Miami FC scheiterte.
Bereits am 9. Januar 2018 gab der Klub bekannt, für den Wettbewerb in der USL, der zweiten Liga im amerikanischen Profifußball, ebenfalls eine Mannschaft, Atlanta United 2, anzumelden.
In der Saison 2018 konnte man durch einen 2:0-Erfolg im Finale gegen die Portland Timbers erstmals die Meisterschaft feiern und ein Jahr später den U.S. Open Cup nach einem 2:1 über Minnesota United gewinnen.

## Stadion
- Bobby Dodd Stadium; Atlanta, Georgia (März bis Juli 2017)
- Mercedes-Benz Stadium; Atlanta, Georgia (seit August 2017)

Das Bobby Dodd Stadium war das erste Heimstadion des Vereins. Es fasst 55.000 Zuschauer und liegt auf dem Gelände des Georgia Institutes of Technology. Im März 2013 wurde der Bau des Mercedes-Benz Stadiums beschlossen, ein Jahr später wurde mit den bis 2017 andauernden Bauarbeiten begonnen. Zu den drei ersten MLS-Spielen im Mercedes-Benz Stadium im September und Oktober 2017 begrüßte Atlanta United jedes Mal über 70.000 Fans. Beim Spiel am 17. September wurde dabei der Zuschauerrekord für Fußball-Ligaspiele in den Vereinigten Staaten aus dem Jahr 1977 gebrochen, den damals der NASL-Verein New York Cosmos aufgestellt hatte.

## Organisation

### Eigentümer
Der Besitzer des Franchises ist der US-amerikanische Geschäftsmann und Mitbegründer der Baumarktkette The Home Depot, Arthur Blank. Außerdem ist er Besitzer des NFL-Teams Atlanta Falcons.

### Sponsoren
Der Trikotsponsor ist die Versicherungsgesellschaft American Family Insurance. Ausrüster ist adidas.

## Jugend und Spielerentwicklung

### Atlanta United FC Academy
Die Jugendarbeit des Franchises wird in der Atlanta United FC Academy zusammengefasst. Insgesamt bestehen fünf Jugendmannschaften in unterschiedlichen Altersklassen, welche alle in den Ligen der
U.S. Soccer Development Academy spielen.

### Atlanta United 2 (USL)
Nachdem in den Spielzeiten 2016 und 2017 das USL-Franchise Charleston Battery als Farmteam gedient hatte, erhielt die Eigentümergesellschaft von Atlanta United im November 2017 den Zuschlag für ein eigenes USL-Franchise, das ab der Saison 2018 als Atlanta United 2 den Spielbetrieb aufnahm.

## Personal

### Aktueller Kader
Stand: Februar 2025
| Nr. |                    | Position | Name                |
| --- | ------------------ | -------- | ------------------- |
| 1   | Vereinigte Staaten | TW       | Brad Guzan ()       |
| 2   | Venezuela          | AB       | Ronald Hernández    |
| 3   | Irland             | AB       | Derrick Williams    |
| 5   | Norwegen           | AB       | Stian Gregersen     |
| 8   | Frankreich         | MF       | Tristan Muyumba     |
| 9   | Georgien           | ST       | Saba Lobschanidse   |
| 10  | Paraguay           | ST       | Miguel Almirón      |
| 11  | Vereinigte Staaten | AB       | Brooks Lennon       |
| 14  | Senegal            | ST       | Jamal Thiaré        |
| 16  | Portugal           | ST       | Xande Silva         |
| 18  | Portugal           | AB       | Pedro Amador        |
| 19  | Elfenbeinküste     | ST       | Emmanuel Latte Lath |
| 20  | Vereinigte Staaten | ST       | Luke Brennan        |
| 21  | Bolivien           | AB       | Efraín Morales      |

| Nr. |                     | Position | Name               |
| --- | ------------------- | -------- | ------------------ |
| 22  | Vereinigte Staaten  | AB       | Josh Cohen         |
| 23  | Vereinigte Staaten  | MF       | Adyn Torres        |
| 24  | Vereinigte Staaten  | AB       | Noah Cobb          |
| 27  | Jamaika             | ST       | Ashton Gordon      |
| 28  | Vereinigte Staaten  | MF       | Will Reilly        |
| 30  | Japan               | ST       | Cayman Togashi     |
| 35  | Trinidad und Tobago | MF       | Ajani Fortune      |
| 43  | Polen               | MF       | Mateusz Klich      |
| 44  | Peru                | AB       | Luis Abram         |
| 47  | Vereinigte Staaten  | AB       | Matthew Edwards    |
| 59  | Russland            | MF       | Alexei Mirantschuk |
| 70  | Kolumbien           | ST       | Edwin Mosquera     |
| 99  | Polen               | MF       | Bartosz Slisz      |

## Trainerhistorie
- 2017–2018:  Gerardo Martino
- 2019–2020:  Frank de Boer
- 2020 0000:  Stephen Glass (interim)[21]
- 2021 0000:  Gabriel Heinze[22]
- 2021 0000:  Rob Valentino (interim)[23]
- 2021–2024:  Gonzalo Pineda[24]
- 2024 0000:  Rob Valentino (interim)[25]

## Erfolge und Bilanzen

### Erfolge
- MLS-Cup-Sieger: 2018
- Campeones-Cup-Sieger: 2019
- U.S.-Open-Cup-Sieger: 2019

### Saisonbilanzen
| Saison | Regular Season   | Play-offs         | Lamar Hunt U.S. Open Cup | CONCACAF Champions League |
| ------ | ---------------- | ----------------- | ------------------------ | ------------------------- |
| 2017   | 3. Platz (East)  | Knockout Round    | 5. Runde                 | nicht qualifiziert        |
| 2018   | 2. Platz (East)  | Meister           | 5. Runde                 | nicht qualifiziert        |
| 2019   | 2. Platz (East)  | Conference-Finals | Sieger                   | Viertelfinale             |
| 2020   | 12. Platz (East) |                   | nicht ausgetragen        | Viertelfinale             |
| 2021   | 9. Platz (East)  | Knockout Round    | nicht ausgetragen        | Viertelfinale             |
| 2022   | 11. Platz (East) |                   | 4. Runde                 | nicht qualifiziert        |
| 2023   | 6. Platz (East)  | 1. Runde          | 3. Runde                 | nicht qualifiziert        |